# Equipo de Copa Davis de Corea del Sur
El Equipo de Copa Davis de Corea del Sur representa a la República de Corea en la famosa competición internacional de tenis conocida como la Copa Davis.

## Historia
El equipo surcoreano comenzó su participación en la competencia en el año 1959;Alcanzó sus máximos logros en 1981 y 1987,cuando logró llegar al grupo mundial.Pese a que ya estuvo en el grupo mundial en dos ocasiones,no pudo superar la primera ronda,ya que en 1981 cayó ante Nueva Zelanda(por un contundente 5-0) y en 1987 fue vencido en la misma instancia por Francia(también por un 5-0).

## Actualidad
En 2008, su tercera participación en la historia en el Grupo Mundial, Corea del Sur perdió en primera ronda como visitante ante Alemania por 3-2.
En la serie por la permanencia le tocó jugar nuevamente de visitante y sobre polvo de ladrillo ante Países Bajos. Pese a la buena actuación de su mejor jugador, Hyung-Taik Lee, quien ganó sus dos singles, Corea del Sur terminó perdiendo por 3-2 la serie jugada en la ciudad de Apeldoorn y deberá disputar la edición 2009 en el Grupo Asia7Oceanía I.

### Plantel
| Jugador        | Individuales | Dobles  |
| -------------- | ------------ | ------- |
| Hyung-Taik Lee | 41 - 9       | 10 - 15 |
| Yong-kyu Lim   | 12 - 9       | 4 - 2   |
| Ji-sung Nam    | 1 - 0        | 1 - 1   |
| Hyeon Chung    | 0 - 1        |         |

- Datos: Q562482